# Землетрясение на Суматре (2022)
25 февраля 2022 года мощное землетрясение магнитудой 6,2 произошло в индонезийской провинции Западной Суматре. По данным Геологической службы США, землетрясение произошло на глубине 12,3 км с эпицентром на территории округа Западный Пасаман. По меньшей мере 12 человек погибли (человеческие жертвы зафиксированы в округах Западный Пасаман и Пасаман), 388 получили ранения, четверо числятся пропавшими без вести. Имеются значительные разрушения.

## Тектоническая обстановка

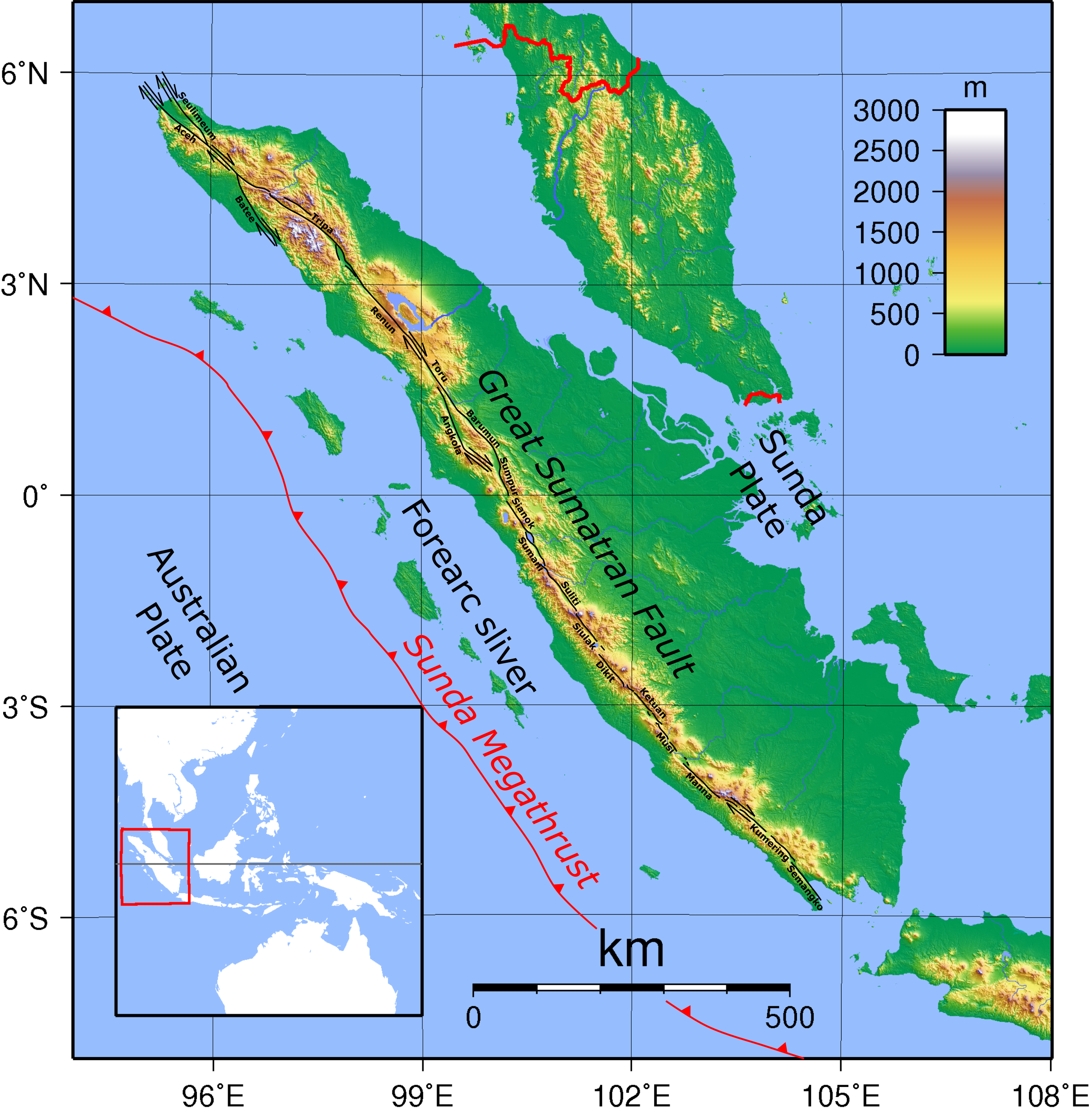
Большой Суматрский разлом

На западном побережье Суматры расположена Зондская зона мегаземлетрясений длиной 5500 км — это длинный конвергентный предел литосферных плит, где Австралийская плита опускается под Бирманскую и Зондскую плиты со скоростью 60 мм в год. Конвергенция вдоль этого предела плит очень коса, что сильно деформирует Зондскую плиту, где она сдвигается вдоль Большого Суматрского разлома. Большой Суматрский разлом является сдвиговой системой разломов длиной 1900 км на берегу острова Суматра, который разделен примерно на 20 сегментов. Зона субдукции на берегу Суматры уже была местом нескольких крупных землетрясений в 2004 и 2005 годах. Провальные разломы также могут разорваться в пределах спускаемой вниз Австралийской плиты; землетрясение 2009 года магнитудой 7,6 вблизи Паданга было вызвано обратным разломом на глубине 80 км. Иногда поверхность субдукционной плиты разрывается во время землетрясений, вызывая крупные цунами, например, в 1907, 2004 и 2010 годах. Большой Суматрский разлом являлся источником землетрясений в Ливи 1994 года и Керинчи 1995 года. Он вызвал крупнейшее землетрясение во время серии землетрясений Алахан Панджанг в 1943 году; магнитудой 7,8.